# Camillo Casarini
Pour les articles homonymes, voir Casarini.
Camillo Casarini (né le 8 août 1830 à Bologne et mort le 21 avril 1874 dans la même ville) est un homme politique et un patriote italien du Risorgimento, qui collabora avec Cavour

## Biographie
En 1865, Camillo Casarini est élu député au Parlement national. À cette époque, il s'éloigne progressivement de la droite et adhère à la naissante « Gauche constitutionnelle », appelant à la création d'un grand parti national progressiste. En juillet 1869, il remporte les élections locales, à Bologne et devient maire de la ville à la tête d'une coalition de forces qui prit le nom de « Partito degli azzurri. »

## Sources
- (it) Cet article est partiellement ou en totalité issu de l’article de Wikipédia en italien intitulé « Camillo Casarini » (voir la liste des auteurs).